# كريستوف هملاين
كريستوف هملاين (بالألمانية: Christoph Hemlein)‏ (16 ديسمبر 1990 بهايدلبرغ في ألمانيا - ) هو لاعب كرة قدم ألماني في مركز الهجوم. لعب مع أرمينيا بيليفيلد وإن إي سي نيميخن ونادي شتوتغارت ونادي هوفنهايم وفي إف بي شتوتغارت الثاني.

## روابط خارجية
- كريستوف هملاين على موقع قاعدة بيانات كرة القدم.إي يو (الإنجليزية)
- كريستوف هملاين على موقع Soccerway.com (الإنجليزية)
- كريستوف هملاين على موقع عالم كرة القدم.نت (الإنجليزية)